# سیروس نهاوندی
سیروس نهاوندی همکار ساواک با نام‌های مستعار کریم‌پور، کریم، کریمی، بیژن افشار؛ از اعضای کنفدراسیون جهانی محصلین و دانشجویان ایرانی و از فعالین چپ؛ عضو حزب توده ایران؛ سپس عضو سازمان انقلابی حزب توده ایران (بخش انشعابی از حزب) و رهبر و موسس سازمان رهایی‌بخش خلق‌های ایران بود. او پس از معامله با ساواک در زندان و فرار ساختگی از زندان سازمان آزادیبخش خلق‌های ایران را تاسیس کرد که منجر به دستگیری‌های گسترده در این سازمان و سازمان انقلابی حزب توده ایران شد.

## تولد و تحصیلات
در سال ۱۳۱۸ در خانواده‌ای مرفه، که در شمار خانواده‌های مترقی آن زمان تهران بود، به دنیا آمد.
در دوران تحصیلات دبیرستان با بعضی از افراد سازمان دانش‌آموزی حزب توده ایران آشنا شد و به فعالیت‌های سیاسی پرداخت.
در سال ۱۳۳۸ پس از دریافت دیپلم از دبیرستان شرف تهران برای ادامه تحصیل به آلمان رفت. ابتدا در شهر هانوفر آلمان وارد دانشکده فنی شد ولی خیلی زود این دانشکده را رها کرد و به هامبورگ رفت و تحصیلات خود را در رشته فلسفه ادامه داد.

## فعالیت‌های سیاسی
نهاوندی توسط دکتر مرتضوی و محمد جاسمی جذب تشکیلات سازمان حزب توده ایران در هامبورگ شد. با رشد اختلافات درون حزب توده ایران همراه محمد جاسمی، واحد محلی «سازمان انقلابی حزب توده ایران» را در هامبورگ پایه‌ریزی نمود.
در آذر ماه ۱۳۴۳ در اولین کنفرانس سازمان انقلابی حزب توده ایران در تیرانا شرکت کرد. پس از این کنفرانس برای گذراندن دوره آموزش نظامی و سیاسی همراه با پرویز واعظ‌زاده و تنی چند از اعضای سازمان در سال ۱۳۴۴ به چین رفت. پس از بازگشت از چین در سال ۱۳۴۵ با ایده ایجاد سازمان‌های پراکنده در داخل کشور راهی ایران شد و در سال ۱۳۴۶ همراه با کورش یکتایی، اکبر ایزدپناه و محمود جلایر سازمان رهایی‌بخش خلق‌های ایران را مستقل از سازمان انقلابی حزب توده ایران تشکیل داد. این گروه در مورد شیوه مبارزه با رژیم شاه با سازمان انقلابی اختلاف نظر داشتند. اولین عملیات مسلحانه گروه در ۲۳ تیر ماه ۱۳۴۸ بود که موجودی بانک ایران و انگلیس در خیابان تخت جمشید را سرقت کردند.
دومین عملیات این سازمان اقدام به گروگان‌گیری داگلاس مک‌آرتور دوم، سفیر آمریکا در ایران بود که در ۹ آذر ۱۳۴۹ انجام شد. اما به دلیل واکنش به موقع راننده مک آرتور، این عملیات ناموفق بود.

## دستگیری و همکاری باساواک
در ۱۵ آذر ۱۳۵۰ همراه با ۲۴ نفر از اعضای این سازمان بازداشت شد. در زندان برای دریافت ارفاق و آزادی خویشاوندان بازداشت شده خود با ساواک معامله کرد و تمامی اطلاعات خود را در اختیار ساواک قرار داد و در خدمت ساواک قرار گرفت.
در ۳ آبان ۱۳۵۱ با نقشه ساواک از بیمارستان ارتش فرار کرد. او برای عادی جلوه دادن فرارش، با راهنمایی یک پزشک گلوله‌ای به دست چپش شلیک کرد که توسط همان پزشک هم بیرون آورده شد. این کار به همراه تمهیداتی دیگر باعث شد نهاوندی به رغم آن که پیش از بازداشت از سازمان انقلابی حزب توده ایران فاصله گرفته بود، دوباره بتواند به اعضای آن نزدیک شود. فرار او یک اعاده حیثیت از سازمان انقلابی به حساب می‌آمد به همین دلیل بود که سازمان او را در قامت یک قهرمان پذیرفت و با مقاله‌ای از او با عنوان «تجاربی چند از مبارزه در اسارت» که در ارگان سازمان انقلابی حزب توده ایران در اروپا منتشر شد، او را به یک قهرمان کامل تبدیل کرد، پس از این هم با همکاری و امکانات ساواک سازمان آزادیبخش خلق‌های ایران را بنیان گذاشت که اولین اعلامیه آن در ۵ اردیبهشت ۱۳۵۲ منتشر شد. نهاوندی موفق شد تعداد زیادی را به این سازمان جذب کند.
پس از چندی تعدادی از اعضای سازمان به او مشکوک شدند و قرار شد که این موضوع در جلسه‌ای در شب یلدای ۱۳۵۵ مورد بررسی قرار گیرد. سیروس نهاوندی که طبیعتاً در جلسه شرکت می‌کرد از این موضوع مطلع شده بود. در همان شب و فردای آن روز ساواک به محل جلسه و دیگر مخفیگاه‌های سازمان حمله کرد. در تاریخ ۲ دی ۱۳۵۵ ساواک اعلام کرد که در درگیری‌ها یازده نفر دستگیر و ۸ نفر کشته شده‌اند. کشته شدگان در این درگیری عبارت بودند از:  پرویز واعظ زاده مرجانی، رحیم تشکری، ماهرخ فیال، مینا رشیدی (رفیعی)، جلال دهقان، حسن زکی‌زاده، مسعود صارمی و محمدعلی پاریا. در ادامه عملیات ساواک در کل حدود ۳۵۰ نفر از اعضای سازمان به دست ساواک افتادند.
سیروس نهاوندی علاوه بر سازمان آزادیبخش خلق‌های ایران، ضربات سختی هم به تشکیلات داخل سازمان انقلابی حزب توده ایران زد و موجب دستگیری عده‌ای از کادرها و رهبران آن شد. وی که روابط نزدیکی با پرویز واعظ‌زاده مرجانی، مسئول این سازمان داشت، اطلاعات زیادی از آنها به دست آورده بود به طوری که حتی در جلسات کمیتهٔ رهبری آن نیز شرکت می‌کرد.
پس از آن نهاوندی زیر چتر ساواک زندگی مخفی پیش گرفت. سرنوشت بعدی او تا به حال نامشخص مانده است. تعداد اندکی می‌گویند که او را قبل و پس از انقلاب در ایران دیده‌اند. می‌گویند که وی اکنون ساکن آمریکاست.